# Church with Chapel Brampton
Church with Chapel Brampton är en civil parish i Storbritannien.   Den ligger i grevskapet Northamptonshire i riksdelen England, i den södra delen av landet, 100 km nordväst om huvudstaden London.